# ليوناردو إسبينوزا
ليوناردو إسبينوزا (بالإسبانية: Leonardo Espinoza)‏ هو لاعب كرة قدم ومدرب كرة قدم تشيلي، ولد في 1 يوليو 1986. لعب مع Deportes Ovalle ‏.